# Bewegung Arabischer Nationalisten

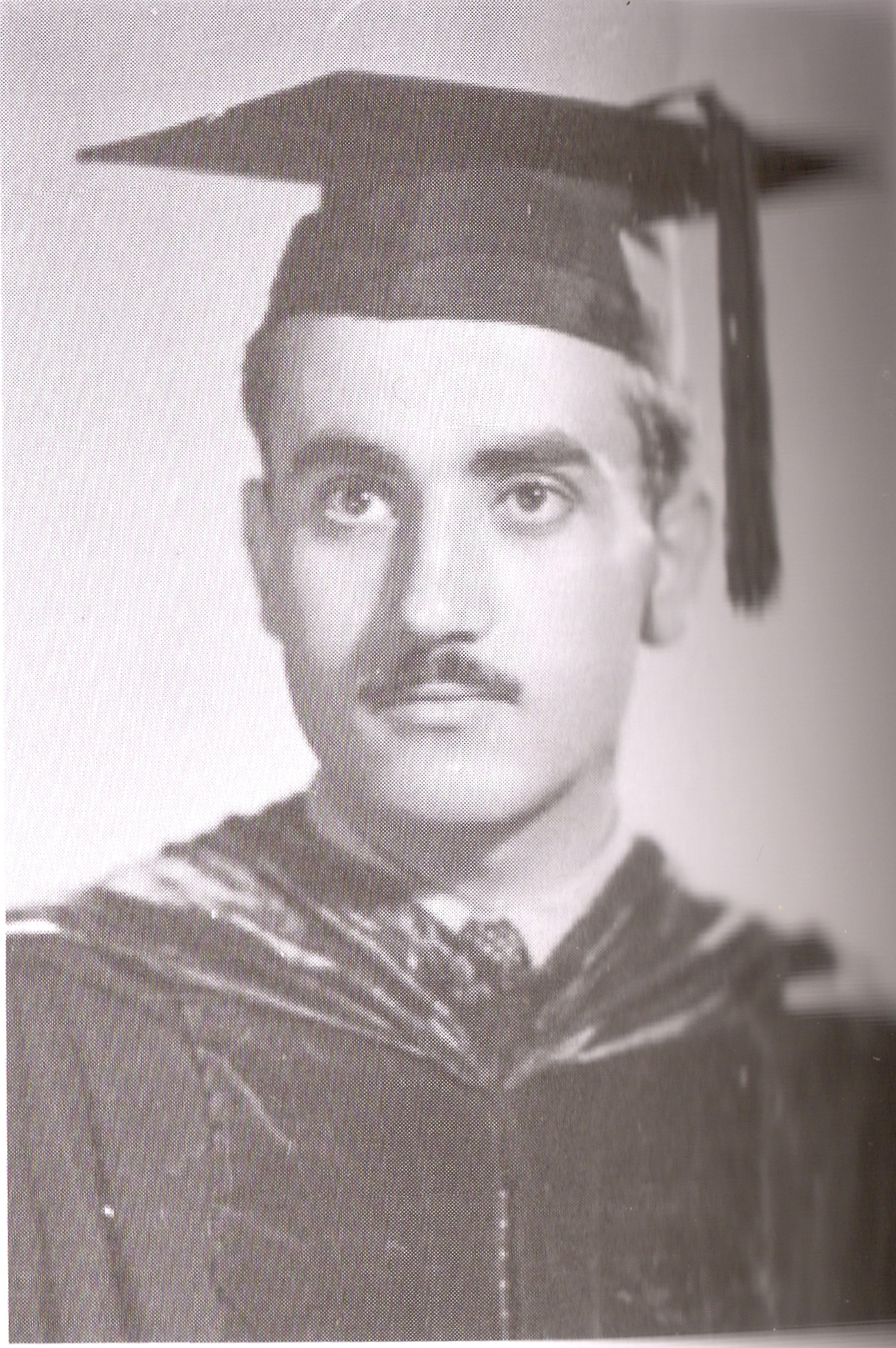
Haraka-Gründer George Habasch (1951)

Die Bewegung der Arabischen Nationalisten (arabisch حركة القوميين العرب, DMG Ḥarakat al-qaumīyīn al-ʿarab), ungenau als Arabische Nationalistische Bewegung (englisch Arab Nationalist Movement) übersetzt und oft nur kurz als Haraka (oder Harakat) bezeichnet, war eine panarabische revolutionäre Organisation in mehreren ostarabischen Ländern. Sie wurde vom Nasserismus stark beeinflusst und ging 1964 in der Arabischen Sozialistischen Union bzw. anderen nasseristischen Parteien auf. Aus ihrer palästinensischen Sektion ging die Volksfront zur Befreiung Palästinas hervor; aus ihrer jemenitischen Sektion die Dhofar-Befreiungsfront bzw. die Volksfront für die Befreiung des okkupierten Arabischen Golfs.

## Arabische Nationalistische Jugend
Die Haraka entstand 1952 unter libanesischen, syrischen und palästinensischen Studenten der Amerikanischen Universität Beirut und gab sich zunächst den Namen Arabische Nationalistische Jugend. Zu ihren wichtigsten Gründervätern zählten die palästinensischen Ärzte George Habasch und Wadi Haddad sowie der Kuwaiter Ahmad al-Khatib, als ihr Mentor galt der syrische Professor Constantin Zureik. Wütend über die Vertreibung der Palästinenser und das Versagen der regulären Armeen der reaktionären arabischen Regimes im Palästinakrieg 1949 gaben die Studenten ab 1952 eine illegale Wochenzeitung heraus, das „Bulletin der Rache“. Sie forderten unter dem Motto „Einheit, Freiheit, Rache“ die Mobilisierung des gesamten arabischen Volkes für die Befreiung Palästinas und den Sturz der reaktionären Regimes. Unter dem Eindruck der ägyptischen Revolution von 1952 und Nassers Prestigegewinn in der Sueskrise erkor die Bewegung den ägyptischen Präsidenten zu ihrem Idol. Selbständige Ableger in Syrien, Irak sowie Jordanien entstanden, und 1956 wurde eine erste interarabische Nationalkonferenz abgehalten. 1958 gab sich die Bewegung schließlich den Namen Bewegung Arabischer Nationalisten.

## Nachfolgeorganisationen

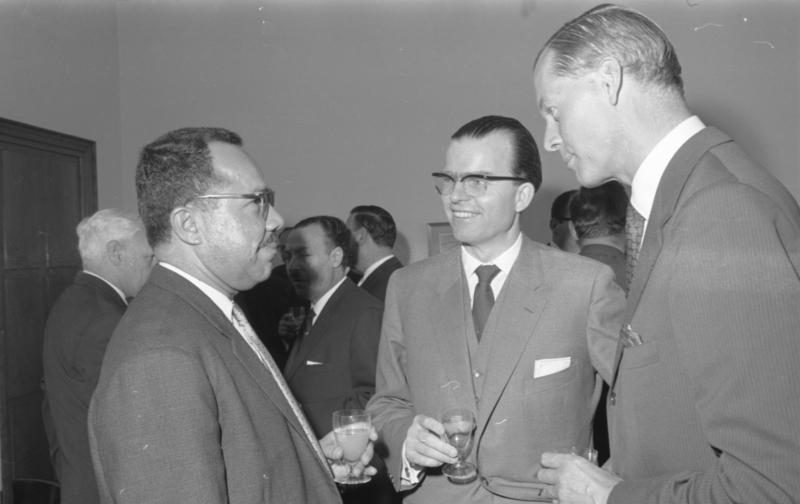
Haraka-Chef und Informationsminister Abd al-Karim Farhan (Foto 1964 in Bonn) wurde 1964 Generalsekretär der irakischen ASU, aber 1965 unter dem Vorwurf entlassen, er habe Interessen der Haraka über die des Irak und der ASU gestellt

Nach dem Zusammenbruch der ägyptisch-syrischen Union (1958–1961) bemühten sich die Nasseristen in der Harakat als eifrige Unionisten um eine erneute Vereinigung mit Ägypten, rivalisierten dabei aber mit der Baath-Partei und schlossen sich im Juli 1964 sowohl in Syrien als auch im Irak  mit anderen sozialistischen Gruppen zur Arabischen Sozialistischen Union (ASU) zusammen.
Die Hoffnungen der Palästinenser auf „Einheit, Befreiung und Rache“ mit ägyptischer Hilfe wurden jedoch nicht erfüllt, und so vereinte sich die von Habasch geführte palästinensische Haraka-Sektion nach Nassers Niederlage im Sechstagekrieg 1967 mit zwei radikaleren Palästinensergruppen zur Volksfront für die Befreiung Palästinas (PFLP).
Im Südjemen schloss sich die Haraka mit anderen nasseristischen und nationalistischen Gruppen 1963 zur Nationalen Befreiungsfront (National Liberation Front, NLF) zusammen, in der sich ab 1969 aber linke, marxistische Kräfte durchsetzten, die die Befreiungsfront mit Baathisten und Kommunisten zur Jemenitischen Sozialistischen Partei verbanden.
Die 1962 in Oman entstandene Dhofar-Befreiungsfront war ein Ableger der jemenitischen Haraka-Sektion und wurde später zur Volksfront für die Befreiung des okkupierten Arabischen Golfs bzw. zur Volksfront für die Befreiung Omans und des Arabischen Golfs (PFLOAG).
Haraka-Ableger gab es zwischenzeitlich auch in Kuwait und Saudi-Arabien, in Kuwait saßen al-Khatib und einige seiner Anhänger kurzzeitig im Parlament.